# Кузман капитан
Кузман капитан е български хайдутин и сердар.

## Биография
Роден е в село Върбяни, а според други източници в село Сливово в края на XVIII век. Обикаля Западна Македония и защитава местното население от нападенията на албански разбойници. Става кърседар на Охридския феодал Джеладин бег. Четата му прочиства от бандити района на Охрид, Битоля и Прилеп. Успява да разгроми бандите на Осман Мура и Дервиш Муча и поради това получава прякора Кареман, тоест герой. Умира в 30-те години на XIX век. Влиза в много народни песни, както и в поемата „Сердарят“ на Григор Пърличев.